# Championnat de Madagascar de football 2023-2024
Navigation
Saison précédente Saison suivante
La saison 2023-2024 du Championnat de Madagascar de football est la 61e édition de la première division malgache et la première sous le nom de Pureplay Football League.
Seize clubs sont répartis en deux groupes, les quatre premiers de chaque groupe se retrouvent dans un tournoi à élimination directe pour déterminer le champion de Madagascar.
À l'issue de la saison, le Disciples FC remporte son premier titre de champion.

## Les clubs participants
- COSFA
- ASSM Elgeco Plus
- Fosa Juniors FC
- AS Adema fusionne avec Dato FC et devient A Dato FC
- Ajesaia (Bongolava)
- USCA Foot
- Zanak'Ala FC
- Mama FCA
- Disciples FC
- 3FB Toliara
- Centre de formation de football d'Andoharanofotsy
- AS Fanalamanga
- ASA Diana
- Tsaramandroso Formation FC
- KFCA Diana - promu de D2
- Inate FC Rouge - Promu de D2

## Compétition
Le barème utilisé pour établir le classement est le suivant :
- Victoire : 3 points
- Match nul : 1 point
- Défaite, forfait ou abandon : 0 point

### Première phase
| Rang | Équipe                     | Pts | J | G | N | P | Bp | Bc | Diff |
| ---- | -------------------------- | --- | - | - | - | - | -- | -- | ---- |
| 1    | ASA Diana                  | 17  | 7 | 5 | 2 | 0 | 14 | 4  | +10  |
| 2    | AS Fanalamanga             | 16  | 7 | 5 | 1 | 1 | 19 | 2  | +17  |
| 3    | Fosa Juniors FC T          | 15  | 7 | 5 | 0 | 2 | 20 | 11 | +9   |
| 4    | Tsaramandroso Formation FC | 13  | 7 | 4 | 1 | 2 | 15 | 18 | -3   |
| 5    | USCA Foot                  | 10  | 7 | 3 | 1 | 3 | 8  | 7  | +1   |
| 6    | COSFA                      | 4   | 7 | 1 | 1 | 5 | 7  | 16 | -9   |
| 7    | KFCA Diana P               | 4   | 7 | 1 | 1 | 5 | 6  | 17 | -11  |
| 8    | Ajesaia                    | 1   | 7 | 0 | 1 | 6 | 10 | 24 | -14  |

| Rang | Équipe           | Pts | J | G | N | P | Bp | Bc | Diff |
| ---- | ---------------- | --- | - | - | - | - | -- | -- | ---- |
| 1    | Disciples FC     | 15  | 7 | 5 | 0 | 2 | 12 | 5  | +7   |
| 2    | ASSM Elgeco Plus | 13  | 7 | 3 | 4 | 0 | 7  | 3  | +4   |
| 3    | Zanak'Ala FC     | 10  | 7 | 3 | 1 | 3 | 4  | 6  | -2   |
| 4    | 3FB Toliara      | 10  | 7 | 3 | 1 | 3 | 4  | 16 | -12  |
| 5    | CFFA             | 9   | 7 | 2 | 3 | 2 | 5  | 5  | 0    |
| 6    | Mama FCA         | 9   | 7 | 2 | 3 | 2 | 5  | 6  | -1   |
| 7    | A Dato FC        | 6   | 7 | 2 | 0 | 5 | 8  | 11 | -3   |
| 8    | Inate FC RougeP  | 5   | 7 | 1 | 2 | 4 | 3  | 6  | -3   |

### Tournoi final

#### Quart de finale
| Équipe                  | Aller | Total | Retour | Équipe           |
| ----------------------- | ----- | ----- | ------ | ---------------- |
| Fosa Juniors FC         | 0 - 2 | 1 - 3 | 1 - 1  | ASSM Elgeco Plus |
| Tsaramandroso Formation | 1 - 3 | 2 - 5 | 1 - 2  | Disciples FC     |
| Zanak'Ala FC            | 3 - 1 | 6 - 2 | 3- 1   | AS Fanalamanga   |
| 3FB Toliara             | 3 - 2 | 6 - 4 | 3 - 2  | ASA Diana        |

#### Demi-finale
| Équipe           | Aller | Total | Retour | Équipe       |
| ---------------- | ----- | ----- | ------ | ------------ |
| ASSM Elgeco Plus | 1 - 0 | 3 - 1 | 2 - 1  | 3FB Toliara  |
| Zanak'Ala FC     | 3 - 2 | 3 - 5 | 0 - 3  | Disciples FC |

#### Finale
| 30 juin 2024 | Disciples FC | 1 - 0   | ASSM Elgeco Plus |  |
|              |              | (0 - 0) |                  |  |
|              | Rapport      |         |                  |  |

## Bilan de la saison
| Championnat de Madagascar de football 2023-2024 |                          |
| Champion                                        | Disciples FC (1er titre) |
| Coupes et trophées                              |                          |
| Vainqueur de la Coupe de Madagascar 2023-2024   | ASSM Elgeco Plus         |
| Qualifications continentales                    |                          |
| Ligue des champions de la CAF 2024-2025         | Disciples FC             |
| Coupe de la confédération 2024-2025             | ASSM Elgeco Plus         |
| Promotions et relégations                       |                          |
| Promus en Pureplay Football League              |                          |
| Relégués                                        | Inate FC Rouge           |
| Relégués                                        | Ajesaia                  |